# 家长保守主义
家长保守主义（英語：Paternalistic conservatism），又译家长制保守主义、家长式保守主义，是融合了家长主义的一种保守主义思潮。

## 简介
家长保守主义是保守主义的一支，反映了这样一种信念，即社会是有机地存在和发展的，并且其中的成员对彼此负有义务。家长保守主义特别强调家长式的义务，参考贵族义务的封建概念，即那些在社会上享有特权和富裕的人对社会较贫穷的部分负有责任。与职责、等级和有机统一等原则相一致，家长保守主义可以被视为传统保守主义的产物。家长保守主义根据最实际的情况支持或建议个人和国家之间的平衡。
家长保守主义强调政府的职责需要相当广泛的国家干预，以培养所有公民的美好生活。政府被设想为一个仁慈的父亲形象设定目标并确保公平竞争和平等机会的指导主义路径，强调社会安全网对解决贫困和支持再分配的重要性，以及政府为了消费者和生产者的利益对市场进行监管。尽管接受国家干预主义，但家长保守主义者并不支持任何类似于命令经济的东西。
家长保守主义最初是19世纪工业革命的结果，工业革命造成了社会动荡、恶劣的工作条件和不平等。在英国，本杰明·迪斯雷利的一国保守主义试图应对这些影响。此后，一国保守主义政府继续存在，例如斯坦利·鲍德温、内维尔·张伯伦、温斯顿·丘吉尔和哈罗德·麦克米伦政府。
19世纪的德国，奥托·冯·俾斯麦建立了第一个现代福利国家，其目标是通过获得工人阶级的支持来破坏社会主义。作为国家社会主义计划的一部分，他实施了国家组织的工人疾病、事故、残疾和老年强制保险政策。列奥·冯·卡普里维还推动了一项名为“新计划”（new course）的政策。